# South Snyderville Basin
South Snyderville Basin és una concentració de població designada pel cens dels Estats Units a l'estat de Utah. Segons el cens del 2000 tenia 3.636 habitants.

## Demografia
Segons el cens del 2000, South Snyderville Basin tenia 3.636 habitants, 1.226 habitatges, i 977 famílies. La densitat de població era de 128,3 habitants per km².
Dels 1.226 habitatges en un 49,3% hi vivien nens de menys de 18 anys, en un 71,8% hi vivien parelles casades, en un 6% dones solteres, i en un 20,3% no eren unitats familiars. En el 13,3% dels habitatges hi vivien persones soles l'1,6% de les quals corresponia a persones de 65 anys o més que vivien soles. El nombre mitjà de persones vivint en cada habitatge era de 2,97 i el nombre mitjà de persones que vivien en cada família era de 3,27.
Per edats la població es repartia de la següent manera: un 32,2% tenia menys de 18 anys, un 4,6% entre 18 i 24, un 34,5% entre 25 i 44, un 25,8% de 45 a 60 i un 2,9% 65 anys o més.
L'edat mediana era de 37 anys. Per cada 100 dones de 18 o més anys hi havia 104,7 homes.
La renda mediana per habitatge era de 86.116 $ i la renda mediana per família de 92.644 $. Els homes tenien una renda mediana de 62.650 $ mentre que les dones 40.524 $. La renda per capita de la població era de 35.405 $. Entorn del 2,8% de les famílies i el 4,2% de la població estaven per davall del llindar de pobresa.

## Poblacions més properes
El següent diagrama mostra les poblacions més properes.